# Justicia camerunensis
Justicia camerunensis é uma espécie de planta da família Acanthaceae. Ela pode ser encontrada em Camarões e na Nigéria. O seu habitat natural consiste em planícies de floresta subtropical ou tropical húmida. Ela é ameaçada por perda de habitat.